# Teorema di Fermat sulle somme di due quadrati
Il teorema di Fermat sulle somme di due quadrati afferma che ogni numero primo si può scrivere come somma di due quadrati perfetti se e solo se è congruo a 1 modulo 4, in altre parole se la differenza tra tale numero primo e 1 è multipla di 4. Per esempio:
{\displaystyle 5=1^{2}+2^{2},\quad 13=2^{2}+3^{2},\quad 17=1^{2}+4^{2},\quad 29=2^{2}+5^{2}.}
Fa eccezione il 2, che pur non essendo congruo a 1 modulo 4, può tuttavia essere scritto come somma di due quadrati: {\displaystyle 2=1^{2}+1^{2}}. Siccome i quadrati sono congrui a 0 oppure a 1 modulo 4 si ha che se un primo dispari {\displaystyle p} è somma di quadrati, allora {\displaystyle p\equiv 1{\bmod {4}}}. Basta quindi mostrare che se {\displaystyle p\equiv 1{\bmod {4}},} allora {\displaystyle p=a^{2}+b^{2}}.
La prima dimostrazione nota di questo teorema risale a Eulero.
Fermat propose questo teorema in una lettera a Marin Mersenne datata 25 dicembre 1640, per questo motivo è noto anche come Teorema di Natale di Fermat.

## Dimostrazione
Consideriamo un primo {\displaystyle p\equiv 1{\bmod {4}}} ossia {\displaystyle p=4k+1} per qualche {\displaystyle k.} Mostriamo che l'equazione
{\displaystyle x^{2}+y^{2}=np}
ha soluzioni in cui {\displaystyle x,y,n} sono numeri naturali tali che {\displaystyle x} e {\displaystyle y} non sono divisibili per {\displaystyle p}. Questo è equivalente a chiedere che l'equazione modulare
{\displaystyle x^{2}+y^{2}\equiv 0{\bmod {p}}}
abbia soluzione per {\displaystyle x,y\not \equiv 0{\bmod {p}}}. Per il criterio di Eulero,
{\displaystyle \left({\frac {-1}{p}}\right)=(-1)^{\frac {p-1}{2}}=(-1)^{\frac {4k+1-1}{2}}=(-1)^{2k}=1.}
Di conseguenza, se {\displaystyle a} è un residuo quadratico modulo {\displaystyle p}, lo sarà anche {\displaystyle -a}, in quanto prodotto di due residui quadratici; quindi, preso comunque un {\displaystyle x}, è sempre possibile trovare un {\displaystyle y} tale che {\displaystyle x^{2}+y^{2}\equiv 0{\bmod {p}}}. In particolare, è possibile scegliere {\displaystyle x} e {\displaystyle y} compresi tra 0 e {\displaystyle p/2} (estremi esclusi); da questo si ottiene che
{\displaystyle x^{2}+y^{2}<\left({\frac {p}{2}}\right)^{2}+\left({\frac {p}{2}}\right)^{2}={\frac {p^{2}}{2}}}
e quindi {\displaystyle x^{2}+y^{2}=np} ha una soluzione in cui {\displaystyle n<p}.
Consideriamo il più piccolo {\displaystyle n} positivo tale che {\displaystyle x^{2}+y^{2}=np} è risolubile (in numeri interi). Se {\displaystyle n=1} il teorema è dimostrato; altrimenti, utilizzando l'algoritmo di Euclide possiamo scrivere
{\displaystyle x=an+s}
{\displaystyle y=bn+t}
con {\displaystyle a,b,s,t} interi e {\displaystyle s,t\in \lbrack -n/2,n/2\rbrack }. Se {\displaystyle s} e {\displaystyle t} fossero entrambi nulli allora si avrebbe
{\displaystyle np=\left(an\right)^{2}+\left(bn\right)^{2}=n^{2}(a^{2}+b^{2})}
e quindi
{\displaystyle p=n(a^{2}+b^{2})}
il che è impossibile perché {\displaystyle p} è un numero primo. Dalle relazioni di {\displaystyle x} e {\displaystyle y} con {\displaystyle n} si ottiene che esiste un intero {\displaystyle k} tale che
{\displaystyle nk=s^{2}+t^{2}}
e la condizione sui valori assoluti di {\displaystyle s} e {\displaystyle t} implica che {\displaystyle k<n}. Moltiplicando {\displaystyle np} per {\displaystyle nk} si ottiene
{\displaystyle n^{2}pk=\left(x^{2}+y^{2}\right)\left(s^{2}+t^{2}\right)=\left(xs+yt\right)^{2}+\left(xt-ys\right)^{2}.}
Le basi dei quadrati dell'ultimo membro sono divisibili per {\displaystyle n}, perché
{\displaystyle xs+yt=\left(an+s\right)s+\left(bn+t\right)t=n\left(as+bt+k\right)=nq}
{\displaystyle xt-ys=\left(an+s\right)t-\left(bn+t\right)s=n\left(at-bs\right)=nr}
Quindi
{\displaystyle pk=q^{2}+r^{2}}
contro l'ipotesi che {\displaystyle n} sia il minimo intero che verifica la condizione. Di conseguenza {\displaystyle n=1} e il teorema è dimostrato.

## Dimostrazione attraverso gli interi gaussiani
È possibile dimostrare questo teorema anche con l'uso di {\displaystyle \mathbb {Z} [i]} il Dominio euclideo degli interi di Gauss. Inoltre, un primo dispari {\displaystyle p=a^{2}+b^{2}} se e solo se {\displaystyle p\equiv 1{\bmod {4}}} se e solo se {\displaystyle p} non è primo in {\displaystyle \mathbb {Z} [i]}. Se {\displaystyle p} non è primo in {\displaystyle \mathbb {Z} [i]} si vede facilmente che {\displaystyle p} è somma di quadrati e viceversa {\displaystyle p=(a+ib)(a-ib)}. Basta quindi mostrare che se {\displaystyle p\equiv 1{\bmod {4}},} allora {\displaystyle p} non è primo in {\displaystyle \mathbb {Z} [i]}. Questo segue facilmente dal teorema di Wilson. Infatti, se {\displaystyle p=4k+1,} allora {\displaystyle x=(2k)!}  è una soluzione di {\displaystyle x^{2}+1\equiv 0\mod p} in quanto
{\displaystyle -1\equiv (p-1)!\equiv (-1)(-2)\cdots (-2k)(2k)(2k-1)\cdots 2\cdot 1.}
Alternativamente, per il criterio di Eulero, si sa che -1 è un residuo quadratico. Quindi, per {\displaystyle x=(2k)!}  si ha che {\displaystyle p|(x^{2}+1)}. Possiamo scrivere {\displaystyle 1+x^{2}=(1-ix)(1+ix)}.  Se {\displaystyle p} fosse primo anche nell'anello {\displaystyle \mathbb {Z} [i]} degli interi di Gauss {\displaystyle p|(1-ix)(1+ix)} dovrebbe implicare {\displaystyle p|(1-ix)} oppure {\displaystyle p|(1+ix)}, ossia dovrebbero esistere {\displaystyle c,d\in \mathbb {Z} } tali che {\displaystyle p(c+id)=1\pm ix} da cui {\displaystyle pc=1}: assurdo. Quindi si ha che {\displaystyle p} non è primo in {\displaystyle \mathbb {Z} [i]} da cui segue che {\displaystyle p} è somma di quadrati. Infatti, si deve avere una fattorizzazione
{\displaystyle p=(A+iB)(C+iD),}
per qualche {\displaystyle A,B,C,D\in \mathbb {Z} } dove {\displaystyle A+iB} e {\displaystyle C+iD} non sono unità dell'anello {\displaystyle \mathbb {Z} [i]}. Passando alle norme, e ricordando che il prodotto delle norme è uguale alla norma del prodotto, si ha
{\displaystyle p^{2}=(A^{2}+B^{2})(C^{2}+D^{2}).}
Queste quantità sono tutte intere (anzi, naturali), per cui abbiamo soltanto due possibilità:
- {\displaystyle A^{2}+B^{2}=C^{2}+D^{2}=p};
- {\displaystyle A^{2}+B^{2}=1} e {\displaystyle C^{2}+D^{2}=p^{2}} (o viceversa).

Nel primo caso il teorema è dimostrato. Nel secondo caso {\displaystyle A+iB} risulta essere un'unità di {\displaystyle \mathbb {Z} [i]}. Questo dà luogo ad una decomposizione triviale di {\displaystyle p}, che è da escludere. Il teorema è dimostrato.

## Dimostrazione usando il lemma di Thue
Attraverso il lemma di Thue è possibile dare una dimostrazione semplice e diretta del teorema di Fermat. Come sopra, sappiamo che se {\displaystyle p\equiv 1{\bmod {4}},} allora -1 è un residuo quadratico modulo  {\displaystyle p}. Sia {\displaystyle a} tale che
{\displaystyle a^{2}\equiv -1\mod p}
e consideriamo la congruenza
{\displaystyle ax\equiv y\mod p.}
Se {\displaystyle X} e {\displaystyle Y} verificano la congruenza, allora
{\displaystyle a^{2}X^{2}\equiv Y^{2}\mod p\Longrightarrow X^{2}+Y^{2}\equiv 0\mod p\Longrightarrow X^{2}+Y^{2}=hp.}
Per il lemma di Thue, almeno una coppia {\displaystyle (X,Y)} di questo tipo verifica {\displaystyle |X|<{\sqrt {p}},~|Y|<{\sqrt {p}}} e quindi
{\displaystyle X^{2}+Y^{2}<2({\sqrt {p}})^{2}=2p}
e quindi in questo caso {\displaystyle h<2,} e, poiché {\displaystyle h} è intero, {\displaystyle h=1,} ossia {\displaystyle X^{2}+Y^{2}=p}.

## Generalizzazioni
Si può innanzitutto dimostrare che un numero primo congruo a 1 modulo 4 si scrive in modo unico come somma di 2 quadrati.
1) In modo non molto diverso si può dimostrare che ogni numero primo congruo a 1 modulo 6 si può scrivere nella forma:
{\displaystyle p=x^{2}+3y^{2}.}
Per fare ciò è necessario però dimostrare che -3 è un residuo quadratico per ogni numero primo congruo a 1 modulo 6, a tale scopo si può usare il lemma di Gauss.
2) Nelle sue "Osservazioni su Diofanto" Fermat spiega il metodo per trovare un numero intero esprimibile in esattamente {\displaystyle n} modi diversi come somma di due quadrati non nulli. Raddoppiamo {\displaystyle n} e scomponiamo {\displaystyle 2n} come prodotto di fattori primi. Una volta diminuiti di 1 tali fattori, attribuiamo i numeri ottenuti come esponenti di numeri primi congrui a 1 modulo 4.
Esempio: si vuole trovare un intero esprimibile in tre modi diversi come somma di due quadrati. Si scompone 6 come prodotto di fattori primi (2 e 3). Diminuiamo di 1 e otteniamo 1 e 2. Attribuendo 1 e 2 come esponenti di due primi congrui a 1 modulo 4 (per esempio 13 e 5) otteniamo: {\displaystyle 13^{1}\cdot 5^{2}=325} che si esprime in tre modi diversi come somma di quadrati:
{\displaystyle 325=1^{2}+18^{2}=6^{2}+17^{2}=10^{2}+15^{2}.}
Consideriamo ora di avere un {\displaystyle n} e di voler sapere in quanti modi esso sia rappresentabile come somma di due quadrati in modi non equivalenti, ossia che due rappresentazioni non siano la medesima rappresentazione con segni cambiati o elementi permutati. Per quanto affermato affinché {\displaystyle n} sia rappresentabile come somma di due quadrati {\displaystyle n} deve poter essere scritto nella seguente forma {\displaystyle n=2^{r}D^{2}m} con {\displaystyle m={p_{1}}^{a_{1}}{p_{2}}^{a_{2}}\ldots {p_{k}}^{a_{k}}} dove i {\displaystyle p_{i}} sono primi congrui a 1 modulo 4 e dove i fattori di {\displaystyle D} sono i primi congrui a 3 modulo 4. Allora il numero di rappresentazioni di {\displaystyle n} (come somma di due quadrati e indicato con {\displaystyle r_{2}(n)}) è il numero di rappresentazioni di {\displaystyle m,} vale la formula:
{\displaystyle r_{2}(n)={\frac {(a_{1}+1)(a_{2}+1)\ldots (a_{k}+1)+\varphi }{2}},}
dove {\displaystyle \varphi } assume valore 1 se {\displaystyle m} è un quadrato perfetto e assume valore 0 altrimenti.